# كارولاينا مندوزا
كارولاينا مندوزا (بالإسبانية: Carolina Mendoza)‏ هي غطاسة مكسيكية، ولدت في 25 أبريل 1997 في ناوكالبان دي خواريز في المكسيك.

## وصلات خارجية
- كارولاينا مندوزا على موقع الاتحاد الدولي للسباحة (الإنجليزية)
- كارولاينا مندوزا على موقع قاعدة بيانات الغوص IAT (الألمانية)
- كارولاينا مندوزا على موقع أوليمبيديا (الإنجليزية)